# Onward to Golgotha
Onward to Golgotha è il primo album della band death metal statunitense Incantation. È stato pubblicato nel 1992 dalla Relapse Records.

## Tracce
1. Golgotha – 3:29
2. Devoured Death – 2:19
3. Blasphemous Cremation – 4:24
4. Rotting Spiritual Embodiment – 4:59
5. Unholy Massacre – 4:38
6. Entrantment of Evil – 2:39
7. Christening the Afterbirth – 5:33
8. Immortal Cessation – 3:26
9. Profanation – 4:55
10. Deliverance of Horrific Prophecies – 5:29
11. Eternal Torture – 3:31

## Formazione
- Craig Pillard - chitarra, voce
- John McEntee - chitarra solista
- Jim Roe - batteria
- Ronny Deo - basso